# Čikové
Čikové nebo Čikská horda (kazašsky plurál: Шыхлар → Šichlar nebo Шых Орда → Šich Orda, čínsky 居骨 pchin-jinem Čchi-ku, turecky plurál: Çikler také Çik Orda, Çik boyu) byli jeden z kmenů patřících do konfederace Čchi-ku nebo také Che-ku, jak od 6. století byli v čínských kronikách pod tímto názvem označováni Jenisejští Kyrgyzové. Starobylí Čikové se skládali z tří rodových svazů: Čchiků, Čigilů, Čekliů, a jsou doloženi v nejvýznamnějších turkických kulturních památkách: Orchonských a Jenisejských nápisech na náhrobních kamenných sloupech, v kterých je zmiňují jako Çik bodun. Čikové byli manichejci. Podle klasifikace L. N. Gumiljova byli představiteli Sajano-Altajské skupiny Turků.

## Původ a etymologie
Ju. A. Zuev připomněl, že K. J. Marquardt umístil Čiky podél řeky Ka Chem (Malý Jenisej), domnívajíc se, že jejich jméno se zachovalo v názvu oblasti Kemčigut, který rozluštil jako „kmen Čiků od řeky Kem“.
V roce 568 Istämi-jabgu  ze západního ulusu Turkutského kaganátu (Turkuti), jehož blízký a důvěryhodný zástupce byl manichejec jménem Maniach, u příležitosti oslav úspěšného ukončení Turkutsko-byzantského jednání, představil byzantskému vyslanci dívku z Ťie-kuského lidu – Čerči.
V Orchonských nápisech jsou zmíněni Kengereové (Kangaři, Kanglyové), kteří v letech 710-711 bojovali s Türgešy. Mezi Karluky na Černém Irtyšy a Pečeněžskými Kangary na Syrdarjy ležela široká step, kterou již v 11. století osídlili Kypčaci. Proto soudobý název stepi současného Kazachstánu: Dešt-i Kypčak – Kumánie - Kypčacká step. Na jihu, mezi Syrdarjou a Amudarjou žili turkizovaní Árjové, blízcí příbuzní Parthům – Turkmeni nebo Guzové. Tento seznam je omezen pouze na největší kmenová sdružení Střední Asie. Některé z malých kmenů, byly známé pod svými názvy, jako např.: Azové , který žily mezi Sajanským hřbetem a Altajem, dále Čchikové, jež žily na řekách, kterých soutoky vytváří řeku Chem (Jenisej), a také Abaři nebo Apaři (Turkoavaři), žijící na řece Ili, jenž se stali součástí Türgešů a ještě další.
V roce 911 čínský vyslanec Wang-Jen-Te, jež navštívil město ujgursky قئارئاهوجئا → Kao-čchang (Kara-chodža) , ve svém seznamu informoval o kmenech které žily kolem Ťan-šanu: „Jižní a Severní Tchu-ťüe“, Velcí i Malí Čch'-čchi, Kirgiz, Jagmur-kar, Bar-man a Keti-urung [88.-C. 58.]. V tomto seznamu byli uvedeny tři hlavní altajské kmeny: Turci (Turkuti), Čigilové a Kirgizové (Jenisejští Kyrgyzové), který v té době hráli důležitou roli v ethno-politických dějinách Altajsko-ťan-šanského regionu.
Mahmud al-Kāshgharī ve svém dastanu Divân-ı Lügati't-Türk napsaném v 11. století nazýval všechny kočovné Turky, kteří obývali Karachánský chanát, společným označením „Türk“. Podle něj, na březích řeky Čuj žil kmen Čekli [188.-C.75-76; 93.-С. 79.], v potomcích kterého je vidět rody Čekty (Šekty) a Čichlar (Šichlar), Kazachů malého žüzu (Kiši žüz → Mladší hordy). Čekty byli jeden z Kirgiz-kazašských (Kazaši) svazů Alimuly a ve své struktuře měli rod Kara-kirgizů (Kyrgyzové). Kmenorodá struktura Alimuly poukazuje na jejich svazek s Kirgizy (Jenisejští Kyrgyzové) a starotureckými rody Doit a Kesek (kyrgyzsky Teit, Žoo Kesek, Kesek). Válečníckými lídry rodů Alimuly byl Doiti. Zde byly zahrnuty rody Karakesek, Karasakal → Černá brada, Kete, Čekty (Šekty), Šomokej a Tortkara → Čtyři černí, majíce teskní ethnogenetické propojení s Oguzskými kmeny západního Kazachstánu [93.-С. 79; 188.-C.75-76.]. Stopy jejich potomků a středověkých Čiků byly zjištěné v kmenorodé struktuře současných Turkmenů a Kyrgyzů zvaných Čik a Čik uulu. Kara-kirgizský (Kyrgyzové) ethnonym „Čik uulu“ upozorňuje na svaz nositelů daného názvu s Talasskými rody turkmensky Otuz oğlan, kyrgyzsky Otuz uul → třicet synů a turkmensky Tabyny, kyrgyzsky Bešul Tabin → pět synů.
Účast Čiků v etnogeneze Kara-kirgizů (Kyrgyzové) v starších dobách potvrzuje etnonymum „Čigdyr“ zjištěn u Ak-kirgizů (Fujüští Kyrgyzové). Proto lze tvrdit, že kmen Čekli Mahmúd Kašgarský jen sjednotil se starobylými Čiky, kteří stejně jako Kirgizové (Jenisejští Kyrgyzové) měly ongon (tamga) podobný tvaru kmene „Žagalbaj“. V důsledku toho, se starobylý Čikové v 8. až 10. století skládaly z několika rodových svazů: Čchiků, Čigilů, Čekliů a dalších, z nichž by mohly být zahrnuti do různých konfederací kočovníků, např. Oguzů, Altajských Turků, Kirgiz-kazachů (Kazaši) atd. Je možné, že část Kirgizů (Jenisejští Kyrgyzové) a Čiků, která měla tamgu „Žagalbaj“ byla také známá jako „Jagmur-kar“. Tedy Jagmurkary, ač jde o jeden z devíti kmenů 9 Oguzského (Tokuz Oguz) společenství, lze vidět jako Kirgizy (Jenisejští Kyrgyzové) nebo Čiky. Dále lze vidět, podobnost tamgy Kirgizů (Jenisejští Kyrgyzové) s tamgami Kergut a Čik → „Žagalbaj“ jež indikuje asimilaci druhých prvními. Historické prameny poukazují na existenční blízkost etnické a politické vazby mezi Čch'-čchiy (Čigilové), Altaj-kižiy (Altajští Turci) a Kirgizy (Jenisejští Kyrgyzové).
Čagati → Džagati, nebo rusky v typické výslovnosti té doby obvykle: Чат Татары → Čat Tatari, byli pravděpodobně součástí turkofonních Sajano-Altajských kmenů, původem od Sajanských hor, vztahující se k Tchie-leštím (487–541) Teleutům a Telengitům. Měli své vlastní feudální vládce, kteří byli běžně voleni různými místními kočovníky, jejichž závislost na Sibiřském chanátu (1490–1598) měla zřejmě formální charakter. G. F. Miller píše: po Küčüm-chánovém exilu žili Čat Tataři nějakou dobu na horním toku Obu, v Altajském podhůří, kde byli nazýváni Čat, jež podle lidové etymologie nese význame „mys“. Zdánlivě dostali toto jméno, protože jejich hlavní ulus byl kdysi umístěn na mysu. D. G. Messershmidt který studoval tuto otázku dlouho předtím, než Miller, říká že když v roce 1721 navštívil sídla Uur-Karagajů na pravém břehu Obu, zjistil že: „místní Tataři patří k konvertujícím kmenům... jejich původ vznikl během období Küčüm-chána... vysvětlili mu jak došlo k obdržení jména Čat Tataři“

## Historický vývoj

### Povstání proti Turkutům
V roce 708 žili Čchikové na území současné Tuvy v Ruské federaci. V té době bojovali s Turkuty (Kutlukský kaganát (Modří Turci) (681–744), zejména v Ulug-Chemském (Horní Jenisej) údolí a pravděpodobně také Chemčikském údolí (západní část Tuvinské kotliny), protože nápis vypráví o porážce Čchiků turkickým Bäkčor Kapagan-kaganem (694–716),  v roce 709 u řeky Chem (Jenisej), kterou musel projít. Zde, Turkuti rozvrátili Ťie-kuy a Azy, u Žety-su (Sedmiříčí) porazili Türgešy a Sogdy a utlumili Mukríny, Tataby a Kitany.
Na severní hranici Ujgurského území se nacházel kaganát Ťie-ku (550–924), platící tribut Ujgurům sobolími kožešinami. Po porážce v roce 711, (povstání Karluků, Azů a Izgilů proti Turkům), se Ťie-kuové pravděpodobně rozpadli do několika kmenů, což Ujgurům usnadnilo vytvoření vztahů s nimi. Ale kromě Ťie-kuů žilo na jižní Sibiři několik velkých kmenů (sedm kmenů Jedra  a kmen Kučugur (Čelkanci) → Ku-kiži → Altajští Lebedinci, kteří byli v neustálé válce s Ujgury.

### Střety s Ujgury

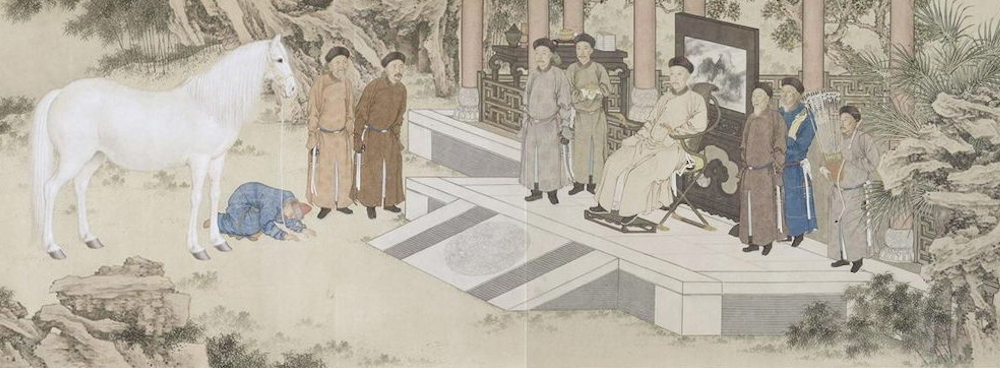
Kirgiz-kazašské (Čikové) koně darované Čínskému císaři

V polovině 8. století, dominance Velké stepi přešla z Turků (Tchu-ťüe) na Ujgury (747) a poté na Ťie-kuy (847). Hraniční problém a jeho řešení vítězstvím pod vedením Bajan Čöra, ukončil občanskou válku. Očividně, tomuto stejnému kaganovi byl věnován silně zkomolený nápis v turečtině, nalezen v okolí Selengy a publikován v roce 1913 finským vědcem Ramstedtem. Přinesl příběhy o událostech z roku 757, ale z nich je jasné, že Ujgurové byli na Jeniseji v střetu s Čchiky a Ťie-kuy ještě v letech 750 a 751, a zmiňuje Ťie-kuského chána.
V roce 742 se Ujgurské, Karlucké a Basmalské kmeny vzbouřily proti vládnoucí Ašına dynastií z Turků (Tchu-ťüe), který později utrpěl porážku Kietiho  koaliční armádou, a stal se vazalem Ujguro-Karluko-Basmalské koalice. V roce 744, po zavraždění Özmyše předposledního vládce Turků (Tchu-ťüe), kaganát Ťie-ku znovu získal nezávislost.
Kagan Bajan Čör stál před druhým politickým cílem: které kmeny by měly být zahrnuty v jejích silách a které ponechat mimo? V podmínkách stepní krajiny a kočovného života, dosažení tohoto cíle je obzvláště obtížné, tak jako byla potřeba mít přirozené hranice, jako jsou pohoří, a proto bylo třeba podrobit si kmeny žijící jižně od Sajan a západně od Altaje. V opačném případě kočovní Ujgurové byli pro zahájení invaze sousedů, jak vyplývá z poslední války. Bajan Čör se ujal role s celou, jemu neodmyslitelnou energií. Na jaře roku 750, když porazil Čchiky na řece Chem (Jenisej), na horním toku Jeniseje, a dostal od nich vyjádření pokory. Na podzim téhož roku zvítězil nad Tatary v severozápadním Mandžusku. Ale následující rok, neznámý kmen na severozápadě  spolu s Kyrgyzy a Čchiky se vypořádal s Ujgury. Hlavní nebezpečí bylo v tom, že Karlukové budou podporovat Kyrgyzy a Čchiky, ale naštěstí pro Ujgury byli příliš v opozdění s konáním. Bajan Čör obsadil Čchiky četou tisících jezdců, který urychleně potlačily vzpouru. Málopočetný oddíl Ujgurů hnal potulnou skupinu Kyrgyzů, a samotný kagan s hlavními sílami prošel na vorech přes Černý Irtyš, udeřil na Karluky a rozbil je u řeky Bolchu (Urungu) tam kde kdysi Kül-tegin a Tonjukuk způsobil porážku Türgešů. Ale tato válka ještě nebyla u konce, neboť nám neznámá skupina, které přináležela iniciativa povstání, nebyla zničena.
Podle dalšího starobylého nápisu, po porážce Ujgurským kaganem, v roce 750, zůstali Čchikové u řeky Chem (Jenisej). Tyto Čchikové jsou uvedeni v seznamu kmenů dodávající koně pro dynastii Tchang. Jako součást osobního jména (Čiki Guljaj, Čika Guljaj) byly zaznamenány v Chotanském dokumentu.

### Epos o Manasovi
Mezi 9 až 10. století byl z hlavních segmentů složen hrdinský epos Manas. V hrdinském dastanu současných Kyrgyzů přežily motivy manicheismu u Jenisejských Kyrgyzů. Vlast jeho hlavního hrdiny Manasa byl blahoslavený a prostorný Talas. Manas byl „lev“, sogdsky → „arystan“, v turkických jazycích → „arslan“ nejen duchovně, ale i fyzicky. Jeho matka se stala drakem neobvyklé velikosti. Manas, prostřednictvím svátostné mužskosti vzešel ze srdce tohoto draka (aždar → ješter → had). Manas byl v turkických jazycích nazýván „Kırk-čör“ → „čtyřicet hrdinů“. Všichni byli potomci draka (ažida-ar zaada). Jeho případní předchůdci byli božští hoši se svou komunitou „Kırk-bala“ → „čtyřicet dětí“, kteří byli nápomocní Manasovi v mladších letech.

## Toponymické stopy Čiků na Sibiři
„Čagati“ u Altaje jsou vnímáni jako jejich potomci Název Seok Čygat, dnes přežívající mezi Tubalary, zahrnuje také starobylé etnonymum Čik s mongolskou koncovkou „at“, vyjadřující množné číslo. Tito Čikové jsou uvedeni ve stejných starověkých Turkických nápisech spolu s Azy pobývající v jejich těsném sousedství.